# Códigos RZ
Retorno a Cero (RZ) es un sistema de codificación usado en telecomunicaciones en el cual la señal que representa a cada bit retorna a cero en algún instante dentro del tiempo del intervalo de bit. Por tanto, las secuencias largas de “unos” o de “ceros” ya no plantean problemas para la recuperación del reloj en el receptor.
No es necesario enviar una señal de reloj adicional a los datos.
Esta codificación tiene el problema de utilizar el doble de ancho de banda para conseguir transmitir la misma información que los Códigos NRZ. 
Los códigos de “retorno a cero” RZ trabajan con impulsos estrechos de menor duración que el intervalo de bit. El ciclo de trabajo es el parámetro que mide la anchura del impulso RZ. Se define como la relación porcentual entre la duración de los impulsos ( Ti ) y el tiempo del intervalo de bit ( T b) : {\displaystyle ct\%=(Ti/Tb)x100.}
Los impulsos muy estrechos ahorran energía, pero exigen mayor ancho de banda. Los códigos RZ utilizan generalmente un ciclo de trabajo ct = 50 % ( en los sistemas ópticos < 30 % para aprovechar la vida útil del láser ). 

## Polar
En este caso la señal tomara valores positivos para un 1 lógico y negativos para un 0 lógico pero nunca toma el valor 0.

## Bipolar
En este caso un dígito toma valor con polaridad alternada mientras que el otro permanece siempre en 0.

## ¿ Qué sucede cuando la señal RZ bipolar tiene largas secuencias de ceros?
El recortador del receptor no puede obtener el reloj si no dispone de la señal sinusoidal del filtro, y esta llega a desaparecer cuando la secuencia de ceros es demasiado larga. Se dice entonces que el receptor ha perdido el reloj del emisor.
Si esto llegara a ocurrir, el reloj del receptor “ pasaría a funcionar libre” sin la referencia de sincronismo del emisor, y por tanto sin la garantía de que sus velocidades sean iguales.

Una variable importante es el (CS-RZ) usado en comunicaciones ópticas.